# Tiana, Sardinien
Tiana är en ort och kommun i provinsen Nuoro i regionen Sardinien i Italien. Kommunen hade 487 invånare (2017).